# Saník
Saník je název zaniklé samoty u obce Jetětice v okrese Písek v Jihočeském kraji. Nacházela se v nadmořské výšce 340 m n. m. na pravém břehu řeky Vltavy u ústí bezejmenného potoka přitékajícího z Jetětických Samot. Saník byl zbořen na konci 50. let 20. století v souvislosti s výstavbou orlické vodní nádrže.
Nacházel se zde mlýn a několik chalup. V roce 1607 prodali bratři Jan a Václav Saníkové mlýn Václavu Kazimourovi. Od dalších majitelů bratří Šejharů koupila mlýn v roce 1922 společnost Přemysl Bečka a společníci a přestavěla jej na továrnu, kde na 40 dělníků vyrábělo závitníky a další nástroje pro kovoprůmysl. Výroba šroubárny se po napuštění přehrady přesunula do objektů dnešní restaurace U Šáchů.
U Saníku měl v 16. století Jindřich ze Švamberka nechat postavit dřevěný most, který zde vydržel asi do třicetileté války. Později zde fungoval přívoz, který Saník spojoval se samotou Křenek na druhém břehu.